# Moronta (kommunhuvudort)
Moronta är en kommunhuvudort i Spanien.   Den ligger i provinsen Provincia de Salamanca och regionen Kastilien och Leon, i den centrala delen av landet, 240 km väster om huvudstaden Madrid. Moronta ligger 758 meter över havet och antalet invånare är 114.
Terrängen runt Moronta är platt.  Trakten runt Moronta är nära nog obefolkad, med mindre än två invånare per kvadratkilometer. Närmaste större samhälle är Vitigudino, 3,6 km norr om Moronta. Trakten runt Moronta består i huvudsak av gräsmarker.